# Krobia Miasto
Krobia Miasto – dawna stacja kolejowa położona w centrum miasta Krobia w województwie wielkopolskim, w powiecie gostyńskim, w gminie Krobia.